# Classificació moderna dels santuaris xintoistes
La classificació moderna dels santuaris xintoistes (近代社格制度, Kindai Shakaku Seido) fou un sistema d'organització administrativa per a classificar els santuaris xintoistes. Aquest sistema va estar en vigor des de 1871 fins al 1945.

## Santuaris del govern

### Santuaris imperials

#### 1a Classe
| Santuari                         | Municipi        | Prefectura                | Ichinomiya             | Consagració        |
| -------------------------------- | --------------- | ------------------------- | ---------------------- | ------------------ |
| Santuari de Kamigamo             | Kyoto           | Prefectura de Kyoto       | Província de Yamashiro | Kamowakeikazuchi   |
| Santuari de Shimogamo            | Kyoto           | Prefectura de Kyoto       | Província de Yamashiro | Tamakushi hime     |
| Santuari de Hachiman-Iwashimizu  | Yawata          | Prefectura de Kyoto       |                        | Hachiman           |
| Gran Santuari de Matsunoo        | Kyoto           | Prefectura de Kyoto       |                        | Ōyamakui           |
| Santuari de Hirano               | Kyoto           | Prefectura de Kyoto       |                        | Imakinosume        |
| Gran Santuari d'Inari-Fushimi    | Kyoto           | Prefectura de Kyoto       |                        | Ukanomitama        |
| Santuari d'Ōmiwa                 | Sakurai         | Prefectura de Nara        | Província de Yamato    | Ōmononushi         |
| Santuari d'Ōyamato               | Tenri           | Prefectura de Nara        |                        | Ōkunitama          |
| Santuari imperial d'Isonokami    | Tenri           | Prefectura de Nara        |                        | Futsunomitama      |
| Gran santuari de Kasuga          | Nara            | Prefectura de Nara        |                        |                    |
| Gran santuari de Hirose          | Kawai           | Prefectura de Nara        |                        |                    |
| Gran santuari de Tatsuta         | Sangō           | Prefectura de Nara        |                        | Shinatsuhiko       |
| Santuari de Niu-Kawakami         | Higashi-Yoshino | Prefectura de Nara        |                        | Mizuhanome         |
| Santuari de Hiraoka              | Higashiōsaka    | Prefectura d'Osaka        | Província de Kawachi   | Ame no Koyane      |
| Gran Santuari d'Ōtori            | Sakai           | Prefectura d'Osaka        | Província d'Izumi      | Yamato Takeru      |
| Gran santuari de Sumiyoshi       | Osaka           | Prefectura d'Osaka        | Província de Settsu    | Sumiyoshi sanjin   |
| Santuari d'Ikukunitama           | Osaka           | Prefectura d'Osaka        |                        |                    |
| Santuari de Hirota               | Nishinomiya     | Prefectura de Hyōgo       |                        | Amaterasu          |
| Santuari de Hikawa-Ōmiya         | Saitama         | Prefectura de Saitama     | Província de Musashi   | Susanoo            |
| Santuari d'Awa                   | Tateyama        | Prefectura de Chiba       | Província d'Awa        | Futodama           |
| Santuari imperial de Katori      | Katori          | Prefectura de Chiba       | Província de Shimōsa   | Futsunushi         |
| Santuari imperial de Kashima     | Kashima         | Prefectura d'Ibaraki      | Província de Hitachi   | Takemikazuchi      |
| Gran santuari de Mishima         | Mishima         | Prefectura de Shizuoka    | Província d'Izu        | Ōyamatsumi         |
| Santuari imperial d'Atsuta       | Nagoya          | Prefectura d'Aichi        |                        | Atsuta             |
| Santuari imperial de Hinokuma    | Wakayama        | Prefectura de Wakayama    | Província de Kii       | Hinokuma           |
| Santuari imperial de Kunikakasu  | Wakayama        | Prefectura de Wakayama    | Província de Kii       | Kunikakasu         |
| Gran santuari d'Izumo            | Izumo           | Prefectura de Shimane     | Província d'Izumo      | Ōkuninushi         |
| Santuari imperial d'Usa          | Usa             | Prefectura d'Ōita         | Província de Buzen     | Hachiman           |
| Santuari imperial d'Izanagi      | Awaji           | Prefectura de Hyōgo       | Província d'Awaji      | Izanagi            |
| Santuari imperial de Kashii      | Fukuoka         | Prefectura de Fukuoka     |                        | Emperador Chūai    |
| Santuari imperial de Miyazaki    | Miyazaki        | Prefectura de Miyazaki    |                        | Emperador Jinmu    |
| Santuari imperial de Kashihara   | Kashihara       | Prefectura de Nara        |                        | Emperador Jinmu    |
| Santuari imperial de Heian       | Kyoto           | Prefectura de Kyoto       |                        | Emperador Kanmu    |
| Santuari imperial de Kehi        | Tsuruga         | Prefectura de Fukui       | Província d'Echizen    | Izasawake          |
| Santuari imperial de Kagoshima   | Kirishima       | Prefectura de Kagoshima   | Província d'Ōsumi      | Hoori              |
| Santuari imperial d'Udo          | Nichinan        | Prefectura de Miyazaki    |                        | Ugayafukiaezu      |
| Gran santuari del mont Fuji      | Fujinomiya      | Prefectura de Shizuoka    | Província de Suruga    | Konohana Sakuya    |
| Gran santuari de Takebe          | Ōtsu            | Prefectura de Shiga       | Província d'Ōmi        | Yamato Takeru      |
| Santuari imperial de Hokkaidō    | Sapporo         | Hokkaidō                  | Ezo                    | Ōkunitama          |
| Gran santuari de Munakata        | Munakata        | Prefectura de Fukuoka     |                        | Takiri bime        |
| Santuari imperial de Yoshino     | Yoshino         | Prefectura de Nara        |                        | Emperador Go-Daigo |
| Santuari imperial de Taiwan      | Taihoku         | Taiwan                    |                        | Pcp. Kitashirakawa |
| Santuari de Karafuto             | Toyohara        | Prefectura de Karafuto    |                        | Ōkunitama          |
| Santuari de Yasaka               | Kyoto           | Prefectura de Kyoto       |                        | Susanoo            |
| Santuari d'Itsukushima           | Hatsukaichi     | Prefectura de Hiroshima   | Província d'Aki        | Ichikishima hime   |
| Santuari de Hie                  | Chiyoda         | Tòquio                    |                        | Ōyamakui           |
| Gran santuari de Suwa            | Suwa            | Prefectura de Nagano      | Província de Shinano   | Takeminakata       |
| Santuari de Kamayama             | Wakayama        | Prefectura de Wakayama    |                        | Itsuse             |
| Santuari imperial de Hakozaki    | Fukuoka         | Prefectura de Fukuoka     | Província de Chikuzen  | Emperador Ōjin     |
| Santuari d'Aso                   | Aso             | Prefectura de Kumamoto    | Província de Higo      | Asotsuhiko         |
| Gran santuari de Taga            | Taga            | Prefectura de Shiga       |                        | Izanagi            |
| Santuari imperial de Kirishima   | Kirishima       | Prefectura de Kagoshima   |                        | Ninigi             |
| Santuari imperial de Corea       | Keijō           | Corea                     |                        | Amaterasu          |
| Santuari imperial d'Ōmi          | Ōtsu            | Prefectura de Shiga       |                        | Emperador Tenji    |
| Santuari de Gassan               | Tsuruoka        | Prefectura de Yamagata    |                        | Tsukuyomi          |
| Santuari imperial de Meiji       | Shibuya         | Tòquio                    |                        | Emperador Meiji    |
| Gran santuari de Hiyoshi         | Ōtsu            | Prefectura de Shiga       |                        | Ōnamuchi           |
| Santuari imperial de Kumano      | Tanabe          | Prefectura de Wakayama    |                        | Kumanogongen       |
| Gran santuari de Kumano-Hayatama | Shingū          | Prefectura de Wakayama    |                        | Kumano-Hayatama    |
| Santuari de Nifutsuhime          | Katsuragi       | Prefectura de Wakayama    |                        | Nifutsuhime        |
| Santuari de Fuyo                 | Buyeo           | Corea                     |                        | n/a                |
| Santuari imperial de Kantō       | Ryojun          | Kantō                     |                        | Amaterasu          |
| Santuari de Nanyō                | Koror           | Illes de les Mars del Sud |                        | Amaterasu          |